# 格拉達查茨明星足球俱樂部
格拉達查茨明星足球俱樂部（NK Zvijezda Gradačac）是波士尼亞與赫塞哥維納的一家職業足球俱樂部。位於格拉達查茨。主場球場是Banja Ilidža球場，可容納5,000名觀眾。球隊目前參加波士尼亞與赫塞哥維納超級足球聯賽的賽事。

## 外部連結
- Zvijezda （页面存档备份，存于） at Transfermarkt.de